# Progetto Eden
Progetto Eden (Earth 2) è una serie televisiva statunitense di fantascienza ideata da Billy Ray e prodotta da Universal Studios e Amblin Entertainment. Ne fu realizzata un'unica stagione, di ventuno episodi nel 1994-1995. In Italia la serie è stata trasmessa da Raitre.

## Trama
La Terra dell'anno 2259 è al collasso ecologico. L'umanità, che vive nelle stazioni orbitanti, è afflitta da una malattia chiamata "Sindrome", che colpisce i bambini nati nello spazio, annullando il loro sistema immunitario. L'unica speranza di guarigione sarebbe la permanenza in un ambiente "naturale", quale era la Terra in passato. Devon, protagonista della serie, identifica il lontano pianeta G889 come "nuovo Eden", e, nonostante il parere contrario del Consiglio, prepara un viaggio salvifico per i bambini affetti dalla Sindrome e le loro famiglie. Vengono allestite 2 astronavi; una piccola e veloce, che ospiterà un primo gruppo in avanscoperta, e una più grande nave-colonia, che giungerà a destinazione 26 mesi dopo. A causa di un sabotaggio, l'equipaggio della prima nave atterra su G889 in un punto lontanissimo da quello previsto, New Pacifica, e si mette in cammino per raggiungere il luogo in cui sbarcheranno gli altri coloni.
Durante il viaggio attraverso G889, i coloni scoprono che il pianeta è abitato da 2 specie di alieni umanoidi (i Terriani e i Grendler). Inoltre, scoprono che i motivi per cui il Consiglio si opponeva al loro viaggio erano legati a un precedente, fallito tentativo di colonizzazione di G889, tenuto segreto dal Consiglio stesso.

## Episodi
| Stagione       | Episodi | Prima TV originale | Prima TV Italia |
| -------------- | ------- | ------------------ | --------------- |
| Prima stagione | 22      | 1994-1995          | 1998-1999       |

## La fine della serie
La televisione americana NBC, che trasmetteva la serie, decise di non andare oltre la prima stagione. Questo portò alla cancellazione della serie, che si chiude quindi al 22º episodio, tra l'altro un cliffhanger.
L'interruzione di Progetto Eden causò una vera campagna di proteste dei fan, che arrivarono a comprare una pagina del giornale Variety per chiedere che la storia venisse proseguita e conclusa, ma rimasero inascoltati.

## Personaggi ed interpreti
- Devon Adair, interpretato da Debrah Farentino.
- John Danziger, interpretato da Clancy Brown.
- Alonzo Solace, interpretato da Antonio Sabàto Jr..
- Ulysses Adair, interpretato da Joey Zimmerman.

## Creature

### Grendlers
I Grendlers sono una razza aliena semi-intelligente. In un episodio della serie viene rivelato che la saliva di una grendler è una cura per qualsiasi malattia.

### Terrians
I Terrians sono una razza aliena. Spesso sono entrati in contatto con Alonzo, il personaggio interpretato da Antonio Sabato Jr. e sembrano avere un rapporto simbiotico con il pianeta. Sono inoltre in grado di comunicare, attraverso un paesaggio onirico simile ad una specie di telepatia e di sogni oppure incubi a seconda della situazione.

### Kobas
I Kobas sono una razza aliena nativa di G889. Sono delle piccole creature simili ad un incrocio tra scimmia e koala, e possiedono degli artigli affilati, che usano come dardi paralizzanti per catturare delle prede. Una volta colpito da un artiglio, la vittima cade in uno stato coma simile alla quasi-morte per due o tre giorni, ma si risveglia senza riportare danni permanenti. I Kobas hanno un grande talento per la mimica, sono amichevoli e socievoli verso i coloni umani, ma sono pronti a difendersi da eventuali predatori.